# Jeremy Pikser
Jeremy Pikser ist ein Drehbuchautor.

## Leben
Pikser begann seine Karriere als Drehbuchautor 1989 mit der Filmkomödie The Lemon Sisters. Der Film mit Diane Keaton und Carol Kane war jedoch ein kommerzieller Misserfolg und fiel auch bei der Kritik durch. Bis zu seinem nächsten Drehbuch dauerte es fast ein Jahrzehnt. Für das zusammen mit Warren Beatty verfasste Drehbuch für die Filmkomödie Bulworth war Pikser für einen Oscar und einen Golden Globe nominiert. 2008 entstand War Inc. – Sie bestellen Krieg: Wir liefern, das Drehbuch verfasste Pikser zusammen mit Hauptdarsteller John Cusack und Mark Leyner.
Pikser lehrt an der New York University und der Tisch School of the Arts. Zudem wurde er 2006 in den Rat der Writers Guild of America aufgenommen und ist dort seit 2011 Vice-President.

## Filmografie (Auswahl)
- 1989: Lemon Sisters
- 1998: Bulworth
- 2008: War Inc. – Sie bestellen Krieg: Wir liefern (War, Inc.)
- 2009: Pink Subaru
- 2014: Farmed and Dangerous (Miniserie)

## Auszeichnungen
- 1999: Oscar-Nominierung in der Kategorie Bestes Originaldrehbuch für Bulworth
- 1999: Golden-Globe-Nominierung in der Kategorie Best Screenplay - Motion Picture für Bulworth